# Liste von Persönlichkeiten der Stadt Freilassing
In dieser Liste werden die Persönlichkeiten mit Bezug zur Stadt Freilassing aufgeführt.

## In Freilassing geboren

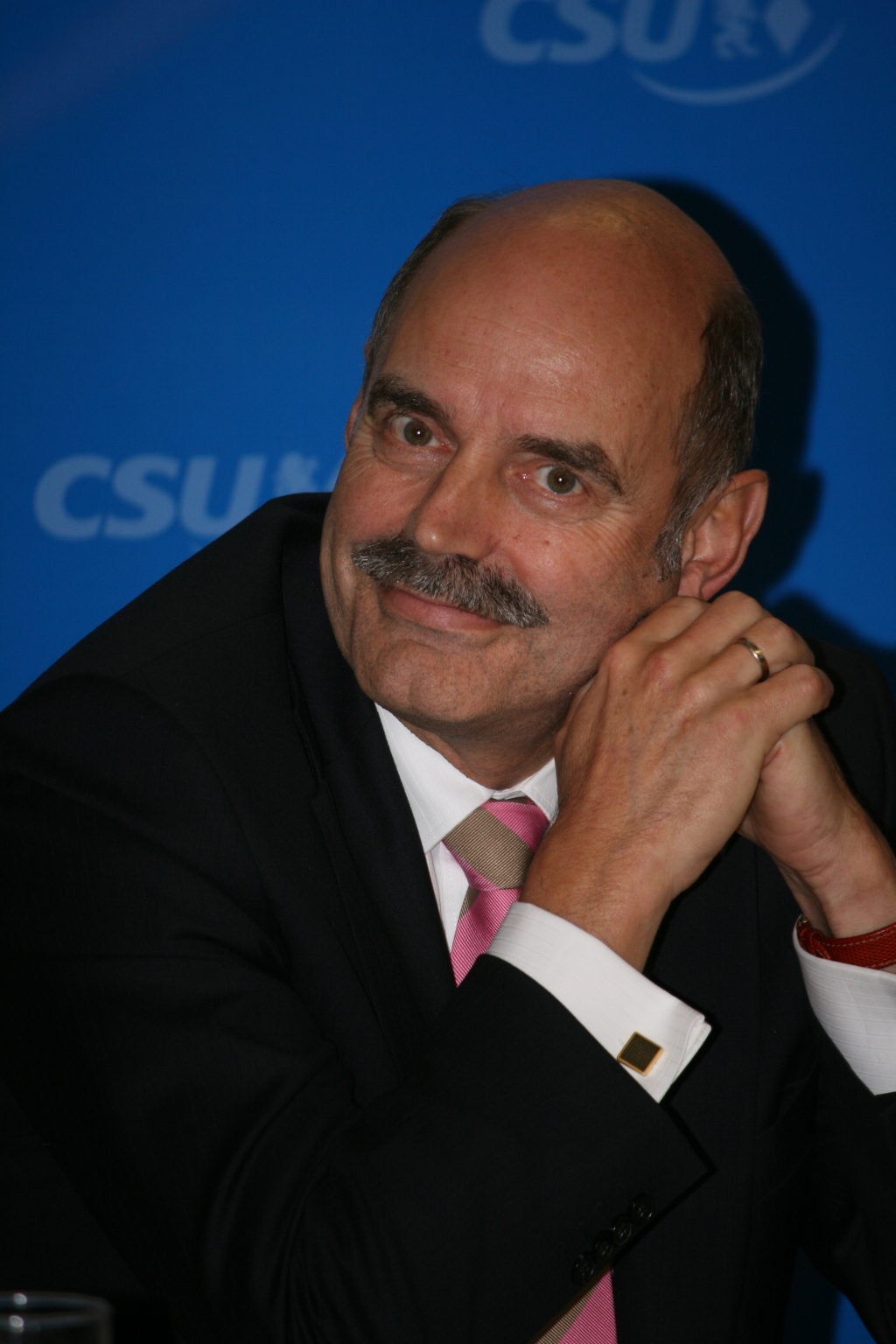
Der frühere Regensburger Oberbürgermeister Hans Schaidinger kam in Freilassing zur Welt.

- Georg Adlmüller (1888–1966), Architekt, Maler
- Roman Keill (1888–1960), Kaufmann, Kommissarischer Bürgermeister von Rosenheim
- Marie Elisabeth Wrede (1898–1981), Malerin, Zeichnerin, geboren in Salzburghofen
- Fritz Schmidt (1900–1982), Luftfahrtingenieur und Hochschulprofessor
- Franz Hager (1907–1986), Zeichner
- Fritz Ostler (1907–1999), Rechtsanwalt
- Willy Irlinger (1915–1987), Stadtrat, 2. Bürgermeister und Mitglied des Bayerischen Landtags
- Maria Eder (* 1919), Ärztin, u. a. Hospitalleiterin in Brunapeg/Simbabwe
- Hermann Ober (1920–1997), Maler, Grafiker
- Helmut Haigermoser (* 1940), österreichischer Kaufmann und Politiker (FPÖ), Abgeordneter zum Nationalrat
- Heinz Putzhammer (1941–2006), Mitglied des DGB-Bundesvorstandes und im Nationalen Ethikrat
- Hans Schaidinger (* 1949), Oberbürgermeister von Regensburg 1996–2014
- Matthias Kreuzeder (* 1949), Bundestagsabgeordneter (Die Grünen)
- Bärbel Kofler (* 1967), Politikerin (SPD), seit 2004 MdB
- Hermann Bräuer (* 1968), Autor
- Raymund Edfelder (* 1968), Ringer, mehrfacher Deutscher Meister
- Bernhard Kern (* 1968), Politiker (CSU)
- Dietmar Kraus (* 1970), Filmeditor
- Claudia Wieser (* 1973), Künstlerin
- Florian Grassl (* 1980), Skeletonpilot
- Hans Mühlbauer (* 1980), Triathlet
- Christiane Singhammer (* 1981), Monoski-Rennsportlerin

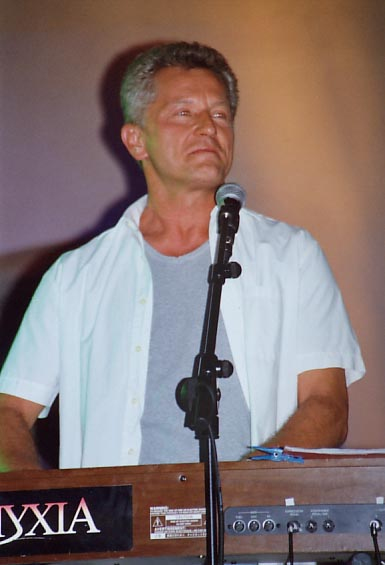
Der Tatort-Kommissar Miroslav Nemec wuchs in Freilassing auf.

- David Steffens (* 1984), Opernsänger
- Susanne Steinmaßl (* 1985), Regisseurin
- Benjamin Schmid (* 1986), Bobfahrer
- Katharina Trost (* 1995), Leichtathletin
- Noah Vicktor (* 2001), Snowboarder

## Mit Freilassing verbunden
- Pilgrim I. von Salzburg († 923), Erzbischof, Besitzer des Königshofs in Salzburghofen
- Rüdiger von Bergheim (~ 1175–1258), Bischof, war Pfarrer in Salzburghofen
- Hans Theodor Soergel (1867–1943), Jurist; lebte von 1900 an bis zum Tod in Freilassing
- Igo Etrich (1879–1967), österreichischer Flugzeugkonstrukteur; ließ sich nach dem Zweiten Weltkrieg in Freilassing nieder
- Hermann von Wenckstern (1882–1964), Verwalter des Thünenarchivs; verbrachte seinen Lebensabend in Freilassing
- Josef Brendle (1888–1954), Kunstmaler; starb in Freilassing
- Alois Irlmaier (1894–1959), Rutengänger und Hellseher („Seher von Freilassing“)
- Georg Öllerer (1907–1991), gründete 1948 eine Reparaturwerkstatt für Harmonikas und Akkordeons in Freilassing
- Irma Rafaela Toledo (1910–2002), Malerin, führte mit ihrem Mann ein Geschäft in Freilassing
- Wolfgang Johannes Bekh (1925–2010), Schriftsteller; schrieb: „Der Brunnenbauer von Freilassing“
- Peter Moosleitner (1933–2015), Journalist und bis 1998 Herausgeber des P.M. Magazins, in Freilassing aufgewachsen
- Franz Xaver Werkstetter (1933–2023), Stadtrat und Mitglied des Bayerischen Landtags
- Max Aicher (* 1934), Unternehmer
- Paul Breitner (* 1951), Fußballspieler, in Freilassing aufgewachsen und spielte beim ESV Freilassing
- Miroslav Nemec (* 1954), Schauspieler (Kommissar Batic in Tatort), in Freilassing aufgewachsen
- Lutz Kreutzer (* 1959), Schriftsteller, wohnt in Freilassing
- Markus Palionis (* 1987), Fußballspieler, in Freilassing aufgewachsen und spielte beim TSV Freilassing
- Felicia Lu Kürbiß (* 1995), Sängerin und Songwriterin, lebt in Freilassing